# Лассен, Кристиан
Кристиан Ла́ссен (нем. Christian Lassen; 22 октября 1800 года, Берген — 8 мая 1876 года, Бонн) — норвежский и немецкий востоковед.

## Биография
Кристиан Лассен родился в семье Николая Лассена в Бергене, где и получил начальное образование. Получив университетское образование в Осло, он перебрался в Германию и продолжил своё образование в Гейдельбергском (1822) и Боннском университетах. В Бонне Лассен отлично овладел санскритом. Он провёл три года в Париже и Лондоне, живя за правительственный счёт и занимаясь копированием и сличением рукописей и собирая материалы для будущих исследований, в первую очередь касательно индийской драмы и философии. В этот период Лассен опубликовал совместно с Эженом Бюрнуфом свой первый труд, «Эссе о пали» (фр. Essai sur le Pâli, Париж, 1826).
По своём возвращении в Бонн он занялся изучением арабского языка и получил степень доктора философии. Его диссертация касалась арабских сообщений о географии Пенджаба (Commentario geographica historica de Pentapotamia Indica, Бонн, 1827). Вскоре после этого он получил должность приват-доцента и в 1830 году был назначен экстраординарным и в 1840 году ординарным профессором древнеиндийского языка и литературы. Вместо того, чтобы принять заманчивое предложение из Копенгагена в 1841 году, Лассен остался предан Боннскому университету до конца своей жизни. В 1864 он был допущен к чтению лекций. Он умер в Бонне, страдая от практически полной слепоты многие годы.

## Научная деятельность
В 1829—1831 годах Лассен совместно с Августом Вильгельмом фон Шлегелем он выпустил критическое, снабжённое комментариями издание «Хитопадеши». Появление этого издания явилось начальной точкой в критическом изучении санскритской литературы. В это же время Лассен помогает Шлегелю в переводе и издании двух первых книг «Рамаяны» (1829—1838). В 1832 году он выпустил текст первого акта драмы Бхавабхути под названием «Малатимадхава» и полное издание с переводом на латинский язык «Санкхья-карики». В 1837 году последовал его перевод и издание лирической драмы Джаядевы «Гитаговинда», а также вышли его «Institutiones linguae Pracriticae».
Его «Anthologia Sanscritica», которая вышла в 1838 году, содержала несколько до этого неопубликованных текстов и многое сделала для стимулирования изучения санскрита в университетах Германии. В 1846 году Лассен выпустил улучшенное издание текста «Бхагавад-гиты» с переводом Шлегеля. Вместе со Шлегелем он явился основателем критической и исторической школы санскритологии в Германии.
Помимо изучения индийских языков, Лассен оставил значительный вклад и в других областях филологической науки. Своим трудом «Beiträge zur Deutung der Eugubinischen Tafeln» (1833) он подготовил почву для верной интерпретации умбрийских надписей. «Zeitschrift für die Kunde des Morgenlandes» (7 выпусков, 1837—1850), основателем и редактором которого он был, содержал, помимо ряда других его ценных статей, грамматические обзоры языков белуджи и брауи, а также очерк о ликийских надписях. В этом периодическом издании была опубликована работа Лассена «Beiträge zur Kunde des Indischen Alterthums aus dem Mahabharata», положившая начало критическому изучению в Германии индийской эпической поэзии.
Вскоре после появления «Комментария к Ясне» (фр. Commentaire sur le Yacna, 1833) Бюрнуфа Лассен также обратил своё внимание на иранистику в общем и авестийский язык в частности. В «Die altpersischen Keilinschriften von Persepolis» (1836) он первым выяснил настоящее значение древнеперсидских клинописных надписей, тем самым предвосхитив работу Бюрнуфа («Mémoire») на ту же тему, вышедшую на месяц позже, в то время как знаменитая статья Генри Роулинсона по Бехистунской надписи, которая хоть и была написана в Персии, независимо от современных ей европейских исследований, примерно в то же самое время, достигла Королевского азиатского общества лишь тремя годами позже.
Впоследствии Лассен опубликовал в шестом выпуске своего журнала (1845) свод всех древнеперсидских клинописных надписей, известных к тому времени. Он также был первым в Европе учёным, который предпринял с большим успехом дешифровку только что открытых бактрийских монет, получив тем самым материал для своей «Zur Geschichte der griechischen und indoskythsschen Könige in Bakterien, Kabul, und Indien» (1838).
Лассен намеревался выпустить критическое издание Вендидада, но после публикации первых пяти фаргардов (1852) он решил применить свою энергию для успешного завершения главного труда его жизни — «Indische Altertumskunde». Этот классический труд, выпущенный в четырёх томах в 1847, 1849, 1858 и 1861 годах соответственно, касался политического, социального и духовного развития Индии.
Являлся иностранным членом Института Франции и Петербургской академии наук.